# Дж. Карсон Марк
Джордан Карсон Марк (англ. Jordan Carson Mark, 6 липня 1913 — 2 березня 1997) – канадсько-американський математик, найбільш відомим своєю роботою над розробкою ядерної зброї для Сполучених Штатів у Національній лабораторії Лос-Аламоса. Марк приєднався до Манхеттенського проекту в 1945 році та продовжив працювати в Лос-Аламосі під керівництвом Норріса Бредбері після закінчення Другої світової війни. У 1947 році став керівником теоретичного відділу лабораторії і працював на цій посаді до 1973 року. Керував розробкою нової зброї, включаючи водневу бомбу в 1950-х роках. У проекті створення водневої бомби зміг об’єднати таких експертів, як Едвард Теллер, Станіслав Улам і Маршалл Холлоуей, незважаючи на їхні особисті розбіжності.
У липні та серпні 1958 року, а також наступного року Марк був науковим радником делегації Сполучених Штатів на Конференції експертів з виявлення ядерних вибухів. Працював у Науковій консультативній раді ВПС Сполучених Штатів та її Групі оцінки іноземної зброї. Після того, як пішов у відставку з Лос-Аламоса в 1973 році, працював у Консультативному комітеті Комісії ядерного регулювання з безпеки реакторів і був консультантом Інституту ядерного контролю.
Джордан Карсон Марк народився в Ліндсі, Онтаріо, 6 липня 1913 року. У нього був брат Джеймс і п'ять сестер: Маргарет, Дороті, Мюріель, Френсіс і Тоні. Отримав ступінь бакалавра мистецтв (BA) з математики та фізики в Університеті Західного Онтаріо в 1935 році та доктор філософії (PhD) з математики в Університеті Торонто в 1938 році, написавши свою дисертацію «Про Модульні уявлення групи GLH(3,P)» під керівництвом Річарда Брауера.
Марк викладав математику в Університеті Манітоби з 1938 року до Другої світової війни, потім приєднався до Монреальської лабораторії Національної дослідницької ради Канади в 1943 році. Прибув до лабораторії Лос-Аламоса в травні 1945 року як частина Британської місії Манхеттенського проекту, хоча залишався канадським державним службовцем. Залишився в Лос-Аламосі після закінчення війни, ставши керівником теоретичного відділу в 1947 році, і залишався на цій посаді до виходу на пенсію в 1973 році. У 1950-х роках став громадянином Сполучених Штатів.
У 1947 році Лос-Аламоська лабораторія під керівництвом Норріса Бредбері була набагато меншою, ніж під час війни, оскільки більшість військового персоналу повернулася до своїх університетів і лабораторій. Але все ще була центром американської розробки ядерної зброї, а теоретичний відділ багато років був центром лабораторії. Лабораторія досягла великих успіхів у вдосконаленні зброї, полегшивши її виробництво, зберігання та поводження. Випробування операції «Пісковик» у 1948 році показали, що уран-235 можна використовувати в ядерній зброї імплозійного типу.
Марк зіграв ключову роль у розробці термоядерної зброї на початку 1950-х років. У січні 1950 року за наполяганням Едварда Теллера  було схвалено екстрену програму розробки водневої бомби президентом Гаррі С. Труменом до того, як лабораторія мала працездатний проект. Це поставило лабораторію під великий тиск. Ганс Бете згадував, що «у Лос-Аламосі в ті дні було багато суперечок, і Карсон завжди був незворушним, стояв у центрі й мав зважене судження». Коли Станіслав Улам нарешті придумав робочий проект, перший до кого він звернувся був Марк. Марк відніс дизайн Улама до Бредбері, і вони передали ідею Теллеру. «Потім Теллер завершив і розширив винахід, — зазначив Бете, — тож у цьому випадку Карсон був посередником між двома людьми, які справді не любили один одного». «Протягом години після... зауважень Карсона, — згадував Теллер, — я знав, як рухатися вперед». Конструкція Теллера-Улама стала б усієї термоядерної зброї.

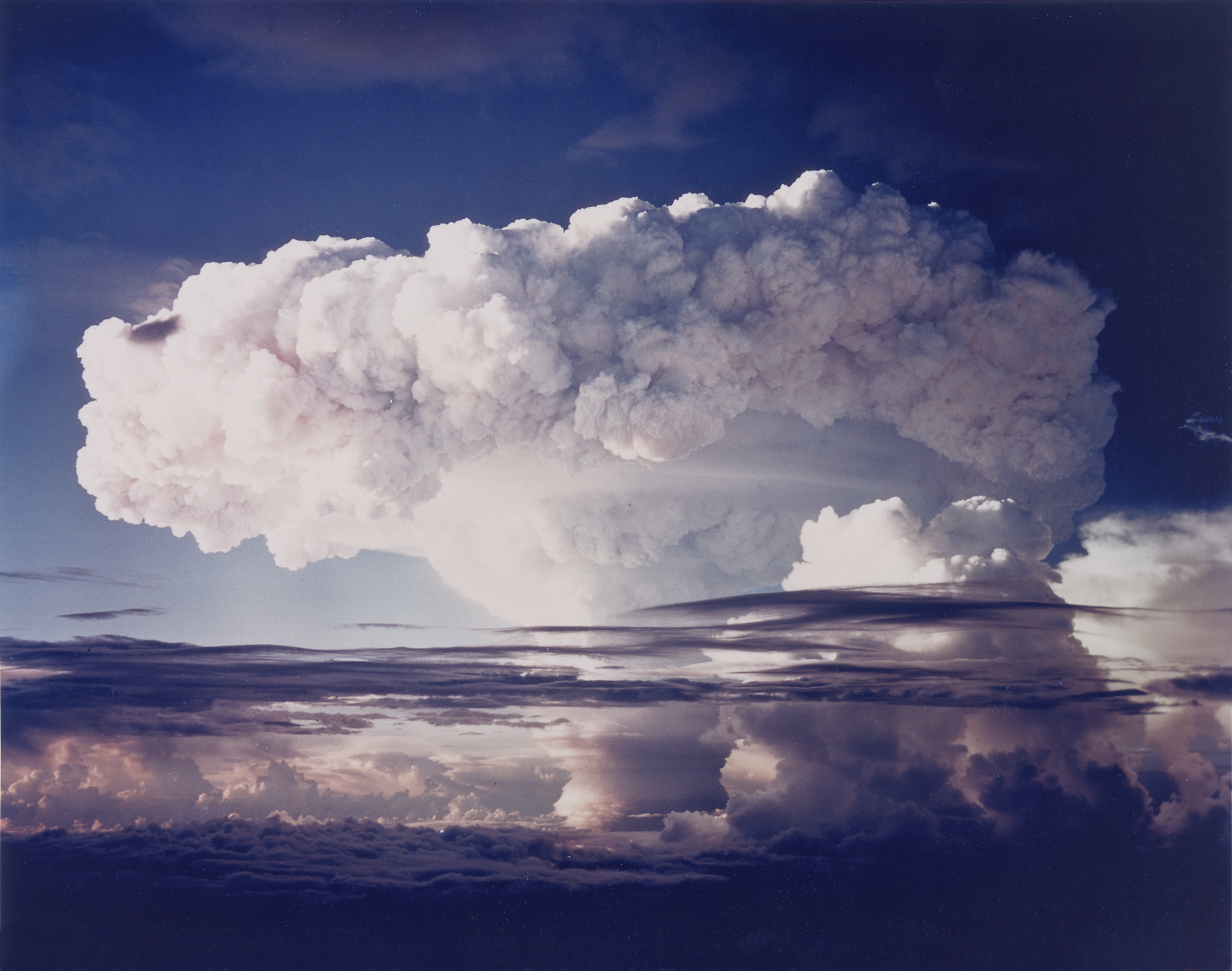
Ядерне випробування Айві Майк, листопад 1952 року

Коли дійшло до тестування конструкції під час ядерного випробування Айві Майк, Марк знову відіграв вирішальну роль посередника. Бредбері призначив Маршалла Холлоуея головним, але Холловей і Теллер не порозумілися. Пізніше Марк згадував це так:
Мені довелося бути зв'язком з Холловеєм, оскільки Теллер відмовився. Бредбері попросив це зробити мене. Ми [Холловей і я] добре ладнали. Теллер піднявся та поїхав до Чикаго без попередження. Едвард не мав нічого спільного з останніми приготуваннями до зйомки Майка. Час від часу він запитував, але якби спробував допомогти, то сповільнив би це. Бете брав участь. Холлоуей впорався із завданням, маючи небагато вільного часу. Я добре порозумівся з Маршалом [Холловеєм] і його «плічниками».
Тест Айві Майк пройшов успішно, знищивши острів на атолі Еніветак у Тихому океані 1 листопада 1952 року.
Френк Харлоу, який приєднався до теоретичного відділу в 1953 році і був призначений керівником групи Марком у 1959 році, зазначив, що Марк виявляв особистий інтерес до комп’ютерних систем, які на той час були сферою, що швидко розвивалася. Оскільки більшість досліджень зброї в 1960-х роках більше не включали теоретичний відділ, Марк розгалужився, спонсоруючи дослідження в галузі гідродинаміки, нейтронної фізики та теорії транспорту. Також підтримав дослідження нейтрино Фредеріка Рейнса, за які Рейнс був удостоєний Нобелівської премії з фізики в 1995 році.